# Ishar: Legend of the Fortress
Ishar: Legend of the Fortress is een RPG dat werd ontwikkeld en uitgegeven door Silmarils. Het spel werd uitgebracht in 1992.

## Platforms
| Platform | Jaar |
| -------- | ---- |
| Amiga    | 1992 |
| Atari ST | 1992 |
| DOS      | 1992 |

## Ontvangst
| Beoordeeld door | Platform | Datum          | Score |
| --------------- | -------- | -------------- | ----- |
| Top Secret      | DOS      | januari 1993   | 100%  |
| ST Format       | Atari ST | augustus 1992  | 90%   |
| CU Amiga        | Amiga    | juli 1992      | 89%   |
| Amiga Mania     | Amiga    | september 1992 | 85%   |
| Amiga Action    | Amiga    | juli 1992      | 82%   |
| Amiga Power     | Amiga    | juli 1992      | 78%   |
| Amiga Format    | Amiga    | augustus 1992  | 76%   |
| Amiga Joker     | Amiga    | september 1992 | 74%   |
| Amiga Joker     | Amiga    | mei 1993       | 69%   |
| PC-Spiele '93   | DOS      | 1992           | 60%   |